# Битка код Екерена
Битка код Екерена одиграла се 30. јуна 1703. током Рата за шпанско наслеђе. Французи су у овој бици опколили низоземске снаге које су једва избегле потпуно уништење. Битка је распршила наде савезника да ће однети одлучујућу победу у Шпанској Низоземској током 1703. године.